# Ashford (Nova Gales do Sul)
Ashford é uma pequena cidade australiana localizada no estado da Nova Gales do Sul. A sua população, segundo o censo de 2006, era de 635 habitantes.